# Fußball-Bundesliga/Rekorde/Borussia Mönchengladbach
Der Artikel Fußball-Bundesliga/Rekorde/Borussia Mönchengladbach listet die vereinsspezifischen Rekorde von Borussia Mönchengladbach auf, die mit Bezug auf die Zugehörigkeit zur deutschen Fußball-Bundesliga gehalten werden.
Der Verein ist aktuell Bundesligist (Stand: Saison 2025/26).

Siehe auch: 

## Vorbemerkung
Es besteht eine Unterteilung zwischen Positiv- und Negativrekorden sowie vereinsinternen Bestmarken. Weitere Rekorde, die dem Verein nicht zuzuordnen sind, werden im Hauptartikel unter „Allgemein“ gelistet. Dort bestehen zudem die Rubriken „Trainerspezifische Rekorde“, „Schiedsrichterspezifische Rekorde“ sowie „Sonstige Rekorde“. Es besteht außerdem die Möglichkeit „In nächster Zeit möglicherweise fallende Bestmarken“ im unteren Bereich der Hauptseite festzuhalten, bzw. die neuen Rekorde an die passenden Stellen einzusortieren. Wenn möglich, wird zu einem Positivrekord auch der Negativrekord als Gegenstück gelistet (und andersrum). Die Liste erhebt keinen Anspruch auf Vollständigkeit.

## Borussia Mönchengladbach
Aktuelle Platzierung in der Ewigen Tabelle der Fußball-Bundesliga: Platz 5 von 58 (Stand: 34. Spieltag 2024/25)

### Positivrekorde

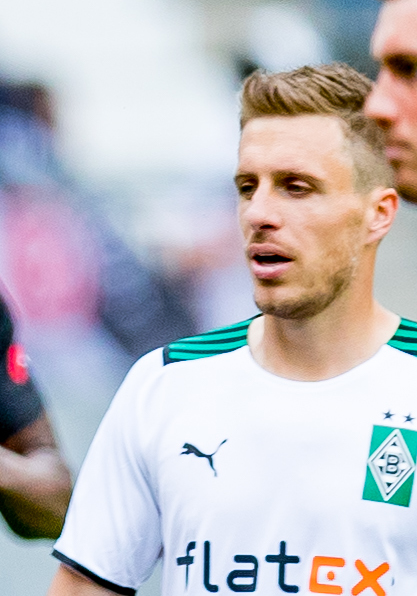
Patrick Herrmann hält mit zusammen 312 Ein- und Auswechslungen in 351 Bundesliga-Spielen den Rekord für die meisten Teilzeiteinsätze.

- meiste Unentschieden: 510 (gemeinsam mit Borussia Mönchengladbach, Stand: 33. Spieltag 2024/25)[2][3][4][1][5]
- erster Deutscher Meister mit mehr als einem Titel: 1969/70 und 1970/71[6]
  - erster Deutscher Meister, der seinen Titel verteidigte: 1969/70 und 1970/71[6]
- höchster Sieg: 12:0 (gegen Borussia Dortmund am 29. April 1978 (34. Spieltag 1977/78))[7]
- meiste Siege gegen den Rekordmeister (FC Bayern): 28 (Stand: 15. Spieltag 2024/25)[8]
- jüngster ausländischer Torhüter: Tiago Pereira Cardoso (18 Jahre und 328 Tage, Luxemburger/Portugiese, am 1. März 2025, 24. Spieltag 2024/25, beim 3:0-Sieg beim 1. FC Heidenheim, Stand: 24. Spieltag 2024/25)[9]
- jüngster ausländischer Torhüter, der in einem Spiel keinen Gegentreffer kassierte: Tiago Pereira Cardoso (18 Jahre und 328 Tage, Luxemburger/Portugiese, beim Debüt, am 1. März 2025, 24. Spieltag 2024/25, beim 3:0-Sieg beim 1. FC Heidenheim, Stand: 24. Spieltag 2024/25)[9]
- meiste Treffer gegen den Rekordmeister (FC Bayern): 143 (Stand: 15. Spieltag 2024/25)[8]
- meiste Torschüsse in einem Spiel abgewehrt: 19 (Yann Sommer, am 4. Spieltag 2022/23, beim 1:1-Unentschieden gegen den FC Bayern; seit Beginn der Datenerfassung 1992/93, Stand: Saisonende 2022/23)[10][11]
- meiste Tore nach Vorlage eines selben Spielers in einem Kalenderjahr, seit Beginn der Datenerfassung 2004/05: 8 (Alassane Pléa auf Marcus Thuram (2022), gemeinsam mit Thomas Müller auf Mario Gómez (2011) und Thomas Müller auf Robert Lewandowski (2021))[12]
- Patrick Herrmann hält mit zusammen 312 Ein- und Auswechslungen in 351 Bundesliga-Spielen den Bundesliga-Rekord für die meisten Teilzeiteinsätze (Stand: Saisonende 2023/24).[13][14]
- meiste Eigentore innerhalb eines Spiels für sich verbucht: 3 (beim 5:3-Sieg gegen Hannover 96, am 12. Dezember 2009)[15]
- die meisten Bundesliga-Tore eines Spielers nach diversen Spieltagen (Borussia Mönchengladbach hält einen der 34 möglichen Bestwerte):
  - 9 Tore nach vier Spieltagen: Peter Meyer (1967/68)[16]
- die schnellsten 5 Tore in einem Spiel erzielt: nach 25 Minuten (beim 10:0-Sieg gegen Eintracht Braunschweig, am 8. Spieltag 1984/85, gemeinsam mit dem 6:0-Auswärtssieg des SC Freiburg bei Borussia Mönchengladbach selbst, am 14. Spieltag 2021/22)[17][18][19][20]
- schnellster Doppelpack eines Jokers nach seiner Einwechslung: 2. Tor nach 3:04 Minuten (Robin Hack wurde am 9. März 2024 gegen den 1. FC Köln (3:3) beim Stand von 1:2 in der 70. Minute eingewechselt. Er traf in der 71. und 73. Minute und stellte auf das zwischenzeitliche 3:2, Stand: 25. Spieltag 2023/24.)[3]
- erster Trainer, der den Titel verteidigte: Hennes Weisweiler (1969/70 und 1970/71)
- meiste Punkte eines Tabellenvierten nach 34 Spieltagen: 65 Punkte (2019/20, gemeinsam mit RB Leipzig, 2023/24, Stand: 34. Spieltag 2023/24)[21][22]
- erster Torhüter, dem es gelang, sowohl bei seinen ersten 3 Einsätzen immer zu gewinnen, als auch bei diesen jeweils ohne Gegentreffer zu bleiben: Tiago Pereira Cardoso (bis zum 27. Spieltag 2024/25, laufend, Stand: 27. Spieltag 2024/25)[23]

### Negativrekorde
- Eigentor aus größter Entfernung: Christoph Kramer (aus 45 Metern Entfernung zum 1:0 für Borussia Dortmund am 9. November 2014)[24]
  - Torhüter, der das Eigentor aus größter Entfernung kassierte: Yann Sommer (durch Christoph Kramer aus 45 Metern Entfernung zum 1:0 für Borussia Dortmund am 9. November 2014)[24]
- die schnellsten 5 Tore in einem Spiel kassiert: nach 25 Minuten (bei der 0:6-Heimniederlage gegen den SC Freiburg, am 14. Spieltag 2021/22, gemeinsam mit der 0:10-Niederlage von Eintracht Braunschweig bei Borussia Mönchengladbach selbst, am 8. Spieltag 1984/85)[17][18][19][20]

### Vereinsintern
- Rekordspieler: Berti Vogts (419 Einsätze)[25]
- Rekordtorhüter: Uwe Kamps (390 Einsätze)[25]
- Rekordtorschütze: Jupp Heynckes (195 Tore)[26]
- ausländischer Rekordspieler: Nico Elvedi (273 Einsätze, Schweizer, Stand: 19. Spieltag 2024/25)[27]
- ausländischer Rekordtorhüter: Yann Sommer (272 Einsätze, Schweizer, Stand: 19. Spieltag 2024/25)[27]
- ältester Spieler: Claus Reitmaier (40 Jahre und 10 Tage)[28]
- ältester Debütant: Kasey Keller (35 Jahre und 54 Tage, am 22. Januar 2005)[29]
- jüngster Spieler, der einen Dreierpack erzielte: Branimir Hrgota (20 Jahre und 119 Tage, beim 4:2-Sieg über Mainz 05, am 11. Mai 2013)[30]
- Anzahl eingesetzter Spieler: 400 (Stand: 9. Spieltag 2023/24)[31]
- Trainer mit den meisten Siegen: Hennes Weisweiler (169, Stand: 28. Spieltag 2022/23)[32]
- ältester Trainer: Hans Meyer (66 Jahre und 201 Tage)[33]
- meiste Siege in Folge: 12 (25. Spieltag 1986/87 bis 2. Spieltag 1987/88, Stand: 12. Spieltag 2023/24)[34]
- höchste Heimniederlage: 0:7 (gegen Werder Bremen, am 30. April 1966, Stand: 12. Spieltag 2023/24)[35]
- höchste Auswärtsniederlage: 0:7 (beim VfB Stuttgart, 4. Spieltag 2010/11, Stand: 12. Spieltag 2023/24)[36]
- meiste Heimniederlagen in Folge zu Beginn einer Saison: 3 (am 2., 3, und 5. Spieltag 2023/24)[37][38]
- meiste Tore in nur einer Halbzeit: 8 (2. Halbzeit beim 10:0-Sieg über Borussia Neunkirchen, 12. Spieltag 1967/68)[39][31][40][41]
- meiste Siege gegen einen anderen Gegner: 52 (gegen den 1. FC Köln, Stand: 24. Spieltag 2023/24)[42]
- meiste Heimsiege gegen einen anderen Gegner: 32 (gegen Werder Bremen von 55 Spielen, zuletzt 13 Spiele ohne Niederlage (8 Siege und 5 Unentschieden), Stand: 9. Spieltag 2024/25)[43][44]
- meiste Tore gegen einen anderen Gegner: 189 (gegen den 1. FC Köln, Stand: 24. Spieltag 2023/24)[42]
- meiste Eckstöße mit Torerfolg in einer Saison: 12 (2023/24, Stand: Saisonende 2023/24, seit Datenerfassung 1993)[45]
- am häufigsten in einer Saison nach einer Führung Punktverluste erlitten: 13× (2023/24, 31 Punkte aus der Hand gegeben, Stand: Saisonende 2023/24)[14][46]
- meiste Minuten in Folge ohne Gegentreffer: Kasey Keller (401, 2004/05, Stand: 25. Spieltag 2024/25)[47]